# Episodi de Il nonno nel taschino (seconda stagione)
La seconda stagione della serie televisiva Il nonno nel taschino è stata trasmessa in anteprima nel Regno Unito dalla CBeebies tra il 15 febbraio 2010 e il 20 marzo 2010.
| nº | Titolo originale                                     | Titolo italiano | Prima TV UK      | Prima TV Italia |
| -- | ---------------------------------------------------- | --------------- | ---------------- | --------------- |
| 1  | Captain Dumbletwit's Toughest Mission Yet!           |                 | 15 febbraio 2010 |                 |
| 2  | Mr Mentor's Custard Puff Plopper                     |                 | 16 febbraio 2010 |                 |
| 3  | No Two Rings the Same                                |                 | 17 febbraio 2010 |                 |
| 4  | A Carrot Called Christopher and Other Odd Vegetables |                 | 18 febbraio 2010 |                 |
| 5  | Taking Floyd for a Ride                              |                 | 19 febbraio 2010 |                 |
| 6  | Trying to Play with Shy Shanay                       |                 | 22 febbraio 2010 |                 |
| 7  | A Day for a Play at Miss Smiley's Cafe               |                 | 23 febbraio 2010 |                 |
| 8  | Jemima's New Best Friend                             |                 | 24 febbraio 2010 |                 |
| 9  | Bubbles and Squeak                                   |                 | 25 febbraio 2010 |                 |
| 10 | No More Dolls for Dora                               |                 | 26 febbraio 2010 |                 |
| 11 | A Very Needy Speedy Edie                             |                 | 1º marzo 2010    |                 |
| 12 | Making the Most of Max                               |                 | 2 marzo 2010     |                 |
| 13 | Miss Smiley's Strawberry Surprise                    |                 | 3 marzo 2010     |                 |
| 14 | In It to Win It!                                     |                 | 4 marzo 2010     |                 |
| 15 | Horatio Heave Ho!                                    |                 | 5 marzo 2010     |                 |
| 16 | Great Aunt Loretta's Not-So-Great Plan               |                 | 8 marzo 2010     |                 |
| 17 | Mr Whoops' Toy of the Week                           |                 | 9 marzo 2010     |                 |
| 18 | The Perfect Little Litter Picker                     |                 | 10 marzo 2010    |                 |
| 19 | Big Elf Little Elf                                   |                 | 11 marzo 2010    |                 |
| 20 | A Song for Miss Smiley                               |                 | 12 marzo 2010    |                 |
| 21 | Mr Scoffbucket the Goat                              |                 | 15 marzo 2010    |                 |
| 22 | Miss Smiley's Dancing Tea                            |                 | 16 marzo 2010    |                 |
| 23 | A Sunnysands Tick Tock Shock                         |                 | 17 marzo 2010    |                 |
| 24 | Wulfy's Day with Mr Whoops                           |                 | 18 marzo 2010    |                 |
| 25 | Captain Shipshape and a Fish Called Bryan            |                 | 19 marzo 2010    |                 |
| 26 | Grandpa's Greatest Escape Ever                       |                 | 20 marzo 2010    |                 |